# Verkligheten
Verkligheten è l'undicesimo album in studio del gruppo musicale svedese Soilwork, pubblicato nel 2019.

## Tracce
1. Verkligheten (instrumental) – 1:44
2. Arrival – 3:47
3. Bleeder Despoiler – 3:36
4. Full Moon Shoals – 4:46
5. The Nurturing Glance – 5:24
6. When the Universe Spoke – 5:22
7. Stålfågel – 4:25
8. The Wolves Are Back in Town – 3:24
9. Witan – 3:48
10. The Ageless Whisper – 5:01
11. Needles and Kin (featuring Tomi Joutsen) – 4:57
12. You Aquiver (featuring Dave Sheldon) – 4:03

## Formazione
- Björn "Speed" Strid – voce
- Sylvain Coudret – chitarra
- David Andersson – chitarra, basso, piano
- Sven Karlsson – tastiera
- Bastian Thusgaard – batteria, percussioni